# Josef Hála
Pour les articles homonymes, voir Hala.
Josef Hála (Písek, 1er novembre 1928) et mort le 15 novembre 2019 à Prague) est un pianiste, claveciniste et professeur tchèque. Sa technique a la réputation d'être brillante, son érudition polyvalente et vaste son répertoire, allant du baroque à la musique contemporaine.

## Biographie
Il étudie le piano dès 1946 avec František Maxián, à l'académie de musique et obtient son diplôme en 1951.
Entre 1952 et 1956 – puis de nouveau en 1980 – il est membre du Trio Suk, puis du Trio Smetana (Trio tchèque) et d'autres ensembles de chambre. Hála a régulièrement joué en concert et enregistré avec de nombreux solistes (par exemple Christian Ferras, Henryk Szeryng, Wanda Wiłkomirska, Josef Suk, Ladislav Jaska, Shizuka Ishikava) et de nombreux orchestres européens et japonais (enregistrements pour Supraphon, RCA Victor, Nippon Columbia, Panton, Opus (cs) et également pour les radios et la télévision tchèque ou étrangères). En tant que soliste et musicien de chambre, Josef Hála a effectué des tournées en Europe, en Amérique, en Afrique et en Asie. Au Japon, notamment, où il a longtemps été professeur.
De 1960 jusqu'au milieu des années 1980, il est le claveciniste de l'ensemble Ars rediviva, avec lequel  il a réalisé un certain nombre d'enregistrements.
Pour sa maîtrise de l'interprétation, il a reçu de nombreux prix prestigieux, par exemple de la critique française pour l'enregistrement complet des concertos pour clavecin de Jiří Antonín Benda, dont il est également auteur de la mise en œuvre des cadences.